# Russische voetbalbeker 2011/12
De Russische voetbalbeker van 2011/12 was de twintigste editie van dit nationale voetbalbekertoernooi dat door de Russische voetbalbond wordt georganiseerd.
De competitie begon op 22 april met de voorronde en eindigde op 9 mei  met de finale in het Zentralstadion te Jekaterinenburg. Titelverdediger CSKA Moskou werd door Volgar-Gazprom Astrachan in de vijfde ronde uitgeschakeld. Roebin Kazan veroverde voor het eerst de beker door in de finale Dinamo Moskou met 1-0 te verslaan. De winnaar kwalificeerde zich voor de UEFA Europa League (2012/13).

## Vierde ronde
De vierde ronde was de eerste nationale ronde. Twaalf clubs bereikten deze ronde via de vijf gewestelijke ronden Centraal (C), Oost (O), Oeral-Povolzje (OP), West (W) en Zuid (Z). Twintig clubs stroomden deze ronde in. De wedstrijden werden op 4 en 5 juli gespeeld. 
| Datum | Thuisclub                            | Uitslag      | Uitclub                     |
| ----- | ------------------------------------ | ------------ | --------------------------- |
| 04/07 | Dinamo Brjansk                       | 2-0          | Torpedo Moskou              |
| 04/07 | FK Istra (W)                         | 2-1          | Wolga Tver (W)              |
| 04/07 | Jenisej Krasnojarsk                  | 1-0          | SKA-Energia Chabarovsk      |
| 04/07 | Metallurg-Koezbass Novokoeznetsk (O) | 2-0          | FK Tsjeljabinsk (OP)        |
| 04/07 | Metallurg Stary Oskol (C)            | 1-1 ns (5-4) | Tsjernomorets Novorossiejsk |
| 04/07 | Sjinnik Jaroslavl                    | 2-1          | Baltika Kaliningrad         |
| 04/07 | Wolga Oeljanovsk (OP)                | 1-1 ns (8-7) | Gazovik Orenburg            |
| 04/07 | Vitjaz Podolsk (C)                   | 0-2          | FK Chimki                   |
| 04/07 | Roedian Bajkal Irkoetsk (O)          | 1-2          | Luch-Energia Vladivostok    |
| 04/07 | KAMAZ Naberezjnye Tsjelny            | 1-2          | FK Mordovia Saransk         |
| 04/07 | Tekstilsjik Ivanovo (W)              | 0-1          | FK Nizjni Novgorod          |
| 04/07 | Sibir Novosibirsk                    | 0-1 nv       | FK Oeral Jekaterinenburg    |
| 04/07 | Torpedo Armavir (Z)                  | 3-4          | FK Zjemtsjoezjina Sotsji    |
| 04/07 | Roesitsji Orjol (C)                  | 1-3          | Torpedo Vladimir            |
| 04/07 | Alania Vladikavkaz                   | 0-1          | Volgar-Gazprom Astrachan    |
| 05/07 | Fajar Beslan (Z)                     | 1-2          | Fakel Voronezj              |

## Vijfde ronde
Hierin speelden de zestien winnaars van de vierde ronde een thuiswedstrijd tegen de zestien instromende clubs van de Premjer-Liga van het seizoen 2011/12. De wedstrijden werden op 17 juli gespeeld. 
| Datum | Thuisclub                        | Uitslag      | Uitclub                  |
| ----- | -------------------------------- | ------------ | ------------------------ |
| 17/07 | Dinamo Brjansk                   | 3-1 nv       | FK Koeban Krasnodar      |
| 17/07 | Fakel Voronezj                   | 2-1          | FK Krasnodar             |
| 17/07 | Luch-Energia Vladivostok         | 1-0 nv       | Krylja Sovetov Samara    |
| 17/07 | Torpedo Vladimir                 | 3-0          | Spartak Naltsjik         |
| 17/07 | Volgar-Gazprom Astrachan         | 1-0          | CSKA Moskou              |
| 17/07 | Metallurg-Koezbass Novokoeznetsk | 0-1          | Amkar Perm               |
| 17/07 | Wolga Oeljanovsk                 | 0-3          | Anzji Machatsjkala       |
| 17/07 | FK Mordovia Saransk              | 0-5          | Dinamo Moskou            |
| 17/07 | Jenisej Krasnojarsk              | 0-2          | Lokomotiv Moskou         |
| 17/07 | FK Zjemtsjoezjina Sotsji         | 1-2          | FK Rostov                |
| 17/07 | FK Chimki                        | 2-3          | FK Zenit Sint-Petersburg |
| 17/07 | FK Oeral Jekaterinenburg         | 0-0 ns (5-6) | Roebin Kazan             |
| 17/07 | FK Istra                         | 0-1          | Spartak Moskou           |
| 17/07 | FK Nizjni Novgorod               | 0-2          | Terek Grozny             |
| 17/07 | Metallurg Stary Oskol            | 0-1          | Tom Tomsk                |
| 17/07 | Sjinnik Jaroslavl                | 0-1          | Volga Nizjni Novgorod    |

## Zesde ronde
De wedstrijden werden op 20 en 21 september gespeeld. 
| Datum | Thuisclub                | Uitslag      | Uitclub                  |
| ----- | ------------------------ | ------------ | ------------------------ |
| 20/09 | Fakel Voronezj           | 2-0          | Volgar-Gazprom Astrachan |
| 21/09 | Dinamo Moskou            | 1-0          | Anzji Machatsjkala       |
| 21/09 | FK Rostov                | 3-1          | Tom Tomsk                |
| 21/09 | FK Zenit Sint-Petersburg | 2-0          | Dinamo Brjansk           |
| 21/09 | Lokomotiv Moskou         | 1-0          | FK Luch-Energia          |
| 21/09 | Terek Grozny             | 2-0          | Torpedo Vladimir         |
| 21/09 | Amkar Perm               | 0-2          | Roebin Kazan             |
| 21/09 | Spartak Moskou           | 1-1 ns (5-6) | Volga Nizjni Novgorod    |

## Kwartfinale
De wedstrijden werden op 21 en 22 maart gespeeld. 
| Datum | Thuisclub                | Uitslag      | Uitclub          |
| ----- | ------------------------ | ------------ | ---------------- |
| 21/03 | Roebin Kazan             | 4-0          | Lokomotiv Moskou |
| 21/03 | FK Zenit Sint-Petersburg | 0-1          | Dinamo Moskou    |
| 22/03 | FK Rostov                | 0-0 nv (4-3) | Fakel Voronezj   |
| 22/03 | Volga Nizjni Novgorod    | 2-1 nv       | Terek Grozny     |

## Halve finale
De wedstrijden werden op 11 april gespeeld. 
| Datum | Thuisclub     | Uitslag | Uitclub               |
| ----- | ------------- | ------- | --------------------- |
| 11/04 | Dinamo Moskou | 2-1     | Volga Nizjni Novgorod |
| 11/04 | Roebin Kazan  | 2-0     | FK Rostov             |

## Finale
De wedstrijd werd op 9 mei gespeeld in het Zentralstadion te Jekaterinenburg. 
| Datum | Winnaar      | Uitslag | Finalist      |
| ----- | ------------ | ------- | ------------- |
| 09/05 | Roebin Kazan | 1-0     | Dinamo Moskou |